# Vevy
Vevy ist eine Gemeinde im französischen Département Jura in der Region Bourgogne-Franche-Comté.

## Geographie
Vevy liegt auf 509 m, etwa acht Kilometer östlich der Stadt Lons-le-Saunier (Luftlinie). Das Haufendorf erstreckt sich im Jura, im Süden des Plateau Lédonien (erstes Juraplateau), zwischen dem Erosionstal des Creux de Revigny im Westen und den Höhen der Côte de l’Heute im Osten.
Die Fläche des 9,62 km² großen Gemeindegebiets umfasst einen Abschnitt des französischen Juras. Das gesamte Gebiet wird von der Ebene des Plateau Lédonien eingenommen, die durchschnittlich auf 520 m liegt und teils von Acker- und Wiesland, teils von Wald bestanden ist. Das Plateau besitzt keine oberirdischen Fließgewässer, weil das Niederschlagswasser im verkarsteten Untergrund versickert. Nach Süden erstreckt sich das Gemeindeareal in das Waldgebiet des Bois des Epaisses, nach Nordosten in den Bois des Chaumois. Mit 556 m wird im Bois des Chaumois die höchste Erhebung von Vevy erreicht.
Nachbargemeinden von Vevy sind Crançot im Norden, Hauteroche und Verges im Osten, Publy im Süden sowie Briod im Westen.

## Geschichte
Erstmals urkundlich erwähnt wird die Kapelle von Vevy bereits im Jahr 1133. Vevy bildete im Mittelalter eine eigene kleine Herrschaft war Standort eines Hospitals des Johanniterordens, das 1566 zerstört wurde. 1639 wurde der Herrschaftssitz von Truppen des Herzogs Bernhard von Sachsen-Weimar gebrandschatzt. Zusammen mit der Franche-Comté gelangte Vevy mit dem Frieden von Nimwegen 1678 an Frankreich.

## Sehenswürdigkeiten
Die Dorfkirche geht auf eine Kapelle aus dem 14. Jahrhundert zurück, die im Lauf der Zeit mehrfach restauriert, vergrößert und umgestaltet wurde. Vom ehemaligen Herrschaftssitz sind nur noch wenige Überreste erhalten.

## Bevölkerung
| Jahr                       | 1962 | 1968 | 1975 | 1982 | 1990 | 1999 | 2008 | 2017 |
| Einwohner                  | 178  | 162  | 152  | 175  | 234  | 257  | 249  | 274  |
| Quellen: Cassini und INSEE |      |      |      |      |      |      |      |      |

Mit 302 Einwohnern (Stand 1. Januar 2022) gehört Vevy zu den kleinen Gemeinden des Départements Jura. Nachdem die Einwohnerzahl in der ersten Hälfte des 20. Jahrhunderts deutlich abgenommen hatte (1886 wurden noch 301 Personen gezählt), wurde seit Mitte der 1970er Jahre wieder ein Bevölkerungswachstum verzeichnet.

## Wirtschaft und Infrastruktur
Vevy war bis weit ins 20. Jahrhundert hinein ein vorwiegend durch die Landwirtschaft und die Forstwirtschaft geprägtes Dorf. Daneben gibt es heute einige Betriebe des lokalen Kleingewerbes. Mittlerweile hat sich das Dorf auch zu einer Wohngemeinde gewandelt. Viele Erwerbstätige sind Wegpendler, die in den größeren Ortschaften der Umgebung ihrer Arbeit nachgehen.
Die Ortschaft liegt abseits der größeren Durchgangsstraßen an einer Departementsstraße, die von Lons-le-Saunier nach Doucier führt. Weitere Straßenverbindungen bestehen mit Crançot, Verges, Publy und Briod.